# 拜託小姐
《拜託小姐》（韓語：아가씨를 부탁해）是韓國KBS於2009年8月19日起播放的水木迷你連續劇。

## 劇情簡介
江惠娜（尹恩惠飾演）是韓國最大集團 - 江山集團的繼承接班人，因從小失去雙親缺乏親情，被爺爺撫養長大，是個目中無人的刁蠻千金；某天因為差點發生車禍，而與徐東燦（尹相鉉飾演）認識，兩人鬧上警局，最後害惠娜因此被罰作義工，從未有過如此屈辱的惠娜打算對東燦展開報復，但東燦卻自己氣到找上門來理論，說要改掉惠娜的壞脾氣，因此接受江會長的提議當起惠娜的貼身隨行管家，當惠娜愛上律師李泰允時，東燦當起她的戀愛教練，漸漸的，惠娜發現東燦對她的重要性，也發現自己的心早已不向著泰允...

## 人物介紹

### 主要演員
| 演員   | 角色   | 介紹 | 国语配音 | 粤语配音 | 粤语配音 |
| 演員   | 角色   | 介紹 | 国语配音 | 香港有线 | 香港TVB  |
| 尹恩惠 | 江惠娜 | 大韓民國上流層最高的「熱點名人」 ，作為國內最高財閥「江山集團」的唯一繼承人擁有著完美的外貌及背景，現在以lady城堡的主人身份率領著女傭和侍從們過著公主般的生活。 父母在她年幼時在飛機事故中去世了，她在嚴厲的爺爺底下的孤獨長大。雖然像公主一般衣食無憂的長大，但因為不懂父母與朋友之間那種和睦關係，所以她對於他人的感情及狀況極為不關心，造成冷漠又以自我中心的性格。只要一張口見誰就是「閉嘴！滾！給我打！」，隱藏著國家代表級水準般出眾的騎馬，擊劍，活動靶射擊技術。但她的這些技術主要發揮在耍那些倒霉的男人或者破壞談話氣氛上，就這樣有一天遇到的倒霉男人徐東燦讓她的人生發生了改變。  | 詹雅菁   | 吳梅     | 鄭麗麗   |
| 尹相鉉 | 徐東燦 | 前職「小白臉」，為了給患有急性白血病的母親治病放棄了上大學，放棄了初戀，連自己的人生也放棄了，成為小白臉。以不亞於演員的外貌及華麗的口才，突出的待人處事及臨時應變的能力，一口氣飛身成為最優秀的小白臉，工作成功率99%！！不過真正的收錢率才15%！ 原本天性善良加上心太軟真要向那些女人要錢的時候開不了口，母親去世後在像親兄妹般一起長大的意珠的勸說下他放棄了做小白臉。現在他剩下的只有母親醫療費欠下5000萬高利貸，就算干各種髒活累活也不想再次做回小白臉，有一天燃起他好勝慾望的女人出現了，正是那位概念全無大韓民國最高財閥家的千金江惠娜，以逆轉人生為目標進駐城堡並決心成為惠娜的管家。 | 李景唐   | 蔡忠衛   | 劉昭文   |
| 丁一宇 | 李泰允 | 人權律師，其實是有償集團二公子 ，拒絕財閥二世的生活在一間破舊的律師事務所裡與洙昊一起。為那些無錢無勢的人無償服務，但原本就是在貴族家長大的泰允無意識的散發著貴族的氣息及生活習慣，他自己也不知道怎麼辦。隱藏著決不妥協的性格及優秀的實力，冷靜的知性美傲視一切，但意外的還隱藏著可愛陽光溫和的一面。 在這樣的他面前出現了名叫江惠娜的女人。雖然漂亮並且是了不起的江山集團的繼承女但是過於自我中心及愛找麻煩的江惠娜...事實上泰允一開始對惠娜並沒有特別的感情。但得知這個女人也有不為人知的苦楚時他漸漸開始對惠娜產生了興趣……。                                                             | 何志威   | 郭俊廷   | 蘇強文   |
| 文彩元 | 呂藝珠 | 與東燦一起青梅竹馬長大的關係。由於像媽媽，是拚命幹活拚命賺錢的吝嗇鬼，為皮鞋設計師這一目標而努力著，與東燦一起幫助媽媽做事。為了讓東燦打起精神的活著，總是給予支持的精神支柱，對於東燦來說是唯一像親人一樣的人。 藝珠隱藏著不同於別人的擔憂就是對東燦的單相思。就在苦惱著何時該向東燦告白的時候，東燦卻出人意料的離開了家當聽到他想成為那令人生畏的財閥家的管家時，一般不祥的預兆。徐東燦，預感很不好。就像遇到人生最大最強的對手一樣不安的氛圍。 | 許淑嬪   | 王夢華   | 程文意   |

### 江家
| 演員   | 角色   | 介紹 | 国语配音 | 粤语配音 | 粤语配音 |
| 演員   | 角色   | 介紹 | 国语配音 | 香港有线 | 香港TVB  |
| 尹恩惠 | 江惠娜 | 參見主要演員 | 詹雅菁   | 吳梅     | 鄭麗麗   |
| 李正吉 | 江滿浩 | 惠娜的親爺爺 作為江山集團的會長充滿著強大冷峻的魅力，雖然非常的愛惠娜但是認為應該把惠娜培養的更堅強，所以無法給予溫情。對於目中無人自我中心的惠娜後悔沒有給她更多溫暖的懷抱。趁現在還為時未晚想把惠娜改變成一個任何人看來都帥氣堂堂正正的繼承人。因此留下兩個重要的課題：找到一個能接替張管家輔佐惠娜的耿直管家；還有一件是：找到一個能永遠守護惠娜的新郎人選。 | 李香生   | 黃志明   | 張炳強   |
| 金明國 | 江哲久 | 秀雅的父親 對於幾乎沒有親人的江會長除了惠娜之外唯一的親戚。「眼中無人的惠娜的舉止不適合作為集團的繼承人」抓住次弱點對於遺產虎視眈眈並利用職權策劃著陰謀。雖然看似狡猾懂得看眼色，但事實上卻是有點傻乎乎的搞笑人物。 | 李香生   | 羅偉亮   |          |
| 尹藝熙 | 趙美玉 | 秀雅的母親 對於幾乎沒有親人的江會長除了惠娜之外唯一的親戚，奢侈。因為整過很多地方和童年時的樣子完全不一樣。和在城堡再次相遇的女高同學——意珠的媽媽是因整天拌嘴而積下的晦氣的友誼。 | 許淑嬪   | 鄭家蕙   | 黃麗芳   |
| 張雅英 | 江秀雅 | 江理事的女兒 雖然是惠娜的表姐但也可算是惠娜的出氣筒，創立了江山集團連鎖時尚品牌並作為企劃室長活躍中。從小就不斷被拿來和惠娜做比較，受到了極大的壓力，因此使用所有事都和惠娜對著幹的差別化策略，擁有極大的競爭心態。 | 馬君珮   |          |          |
| 王晳鉉 | 江秀敏 | 秀雅的弟弟 小鬼具俊表，不亞於惠娜的高傲粗糙。「低賤的東西」，「平庸的東西」經常引用惠娜的話搞得大家都很慌張。出眾的使喚人能力，嘴裡偶爾會吐出些讓大人們大吃一驚的話，但孩子畢竟是孩子。雖然喜歡別動隊和刀槍打鬥，但自己又覺得喜歡這些幼稚的東西太丟人所以一直隱藏著。                                                                                           | 許淑嬪   |          | 林元春   |

### 呂家
| 演員   | 角色   | 介紹 | 国语配音 | 粤语配音 | 粤语配音 |
| 演員   | 角色   | 介紹 | 国语配音 | 香港有线 | 香港TVB  |
| 尹相鉉 | 徐東燦 | 參見主要演員 | 李景唐   | 蔡忠衛   | 劉昭文   |
| 文彩元 | 呂藝珠 | 參見主要演員 | 許淑嬪   | 王夢華   | 程文意   |
| 權祺善 | 金聖子 | 意珠的媽媽 江山集團董事長夫人美玉的高中同學。那時侯雖然吸引全校男生視線的美麗外貌，但是20年前嫁給意珠爸爸以後一直勉強地工作，養大意珠。東燦的母親去世後，一邊看著東燦一邊覺得他並不喜歡意珠。 |          | 錢惠玲   | 蔡惠萍   |

## 收視率
| 集數   | 播出日期   | TNmS 收視率    | TNmS 收視率  | AGB 收視率     | AGB 收視率   |
| 集數   | 播出日期   | 大韓民國(全國) | 首爾(首都圈) | 大韓民國(全國) | 首爾(首都圈) |
| ------ | ---------- | -------------- | ------------ | -------------- | ------------ |
| 第1集  | 2009/08/19 | 17.4%          | 17.7%        | 16.9%          | 17.8%        |
| 第2集  | 2009/08/20 | 16.3%          | 16.7%        | 15.9%          | 16.5%        |
| 第3集  | 2009/08/26 | 16.4%          | 16.9%        | 14.3%          | 14.9%        |
| 第4集  | 2009/08/27 | 17.4%          | 17.9%        | 15.6%          | 16.1%        |
| 第5集  | 2009/09/02 | 14.9%          | 14.5%        | 14.1%          | 15.2%        |
| 第6集  | 2009/09/03 | 15.1%          | 14.7%        | 14.5%          | 15.4%        |
| 第7集  | 2009/09/09 | 14.4%          | 14.6%        | 12.6%          | 13.3%        |
| 第8集  | 2009/9/10  | 14.6%          | 14.7%        | 13.3%          | 14.4%        |
| 第9集  | 2009/09/16 | 13.8%          | 14.1%        | 13.1%          | 13.0%        |
| 第10集 | 2009/09/17 | 14.3%          | 14.5%        | 12.8%          | 13.5%        |
| 第11集 | 2009/09/23 | 13.6%          | 14.1%        | 13.4%          | 13.7%        |
| 第12集 | 2009/09/24 | 15.0%          | 15.2%        | 14.9%          | 15.2%        |
| 第13集 | 2009/09/30 | 14.8%          | 15.2%        | 14.1%          | 15.0%        |
| 第14集 | 2009/10/01 | 14.1%          | 14.5%        | 13.6%          | 14.1%        |
| 第15集 | 2009/10/07 | 16.1%          | 16.3%        | 15.6%          | 15.9%        |
| 第16集 | 2009/10/08 | 19.0%          | 19.4%        | 18.3%          | 19.6%        |

## 其他搭配歌曲
- 台灣緯來戲劇台版本
  - 片頭曲：郭靜《每一天都不同》

## 道具上的瑕疵
- 電視劇第一集：徐東燦在機場綁架江惠娜後使用的白色轎車，共用了三部，分別是在高速公路吊橋上與警車錯身而過時，車牌為38허 3065，平面道路上時車牌08허 1299，到達江家別墅時車牌15허 7543。

## 外部連結
- 韓國KBS 
- 臺灣緯來 （繁體中文）
- 香港無綫 （繁體中文）
- 香港有線 （繁體中文）

| KBS 2TV 水木劇                         | KBS 2TV 水木劇                         | KBS 2TV 水木劇 |
| -------------------------------------- | -------------------------------------- | -------------- |
|                                        | （2009年8月19日-2009年10月8日）        |                |
| 夥伴們 （2009年6月24日-2009年8月13日） | IRIS （2009年10月14日-2009年12月17日） |                |

| 香港 有線娛樂台 星期一至五 23:00 - 00:00            | 香港 有線娛樂台 星期一至五 23:00 - 00:00    | 香港 有線娛樂台 星期一至五 23:00 - 00:00 |
| --------------------------------------------------- | ------------------------------------------- | ---------------------------------------- |
|                                                     | （2010年1月26日 - 2010年2月24日）           |                                          |
| Voice: 法證新世代 （2010年1月11日 - 2010年1月25日） | 孃王Virgin （2010年2月25日 - 2010年3月5日） |                                          |

| 马来西亚 八度空間 星期一至五 20:30 - 21:30 | 马来西亚 八度空間 星期一至五 20:30 - 21:30 | 马来西亚 八度空間 星期一至五 20:30 - 21:30 |
| ------------------------------------------ | ------------------------------------------ | ------------------------------------------ |
|                                            | （2010.7.5 - 2010.8.6）                    |                                            |
| 灿烂的遗产 （2010.5.12 - 2010.7.2）        | 西游记 （2010.8.9 - 2010.10.14）           |                                            |

| 臺灣 緯來戲劇台 星期一至五 22:00 - 23:00  | 臺灣 緯來戲劇台 星期一至五 22:00 - 23:00 | 臺灣 緯來戲劇台 星期一至五 22:00 - 23:00 |
| ----------------------------------------- | ---------------------------------------- | ---------------------------------------- |
|                                           | （2010年7月5日-2010年8月6日）            |                                          |
| 男版灰姑娘 （2010年5月27日-2010年7月2日） | 金萬德 （2010年8月9日-2010年10月1日）    |                                          |
| 星期二至六 07:00 - 08:00                  |                                          |                                          |
| 9局下半2出局 （2012.12.21 - 2013.01.24）  | （2013.01.25 - 2013.02.28）              | 不要猶豫 （2013.03.01 - 2013.07.03）     |

| 香港 無綫電視J2 星期一至四 22:30 - 23:30     | 香港 無綫電視J2 星期一至四 22:30 - 23:30  | 香港 無綫電視J2 星期一至四 22:30 - 23:30 |
| -------------------------------------------- | ----------------------------------------- | ---------------------------------------- |
|                                              | （2010年7月26日-2010年8月26日）           |                                          |
| 東方神球 （2010年6月21日-2010年7月22日）     | 花樣男子 （2010年8月30日-2010年10月21日） |                                          |
| 香港 無綫電視翡翠台 星期六 13:15-14:45       |                                           |                                          |
| 請給我摘星星 （2011年11月26日-2012年4月7日） | （2012年4月14日-2012年7月28日）           | （2012年8月4日-2012年12月29日）          |